# Gašper Jarni
Gašper Jarni, slovenski dramski in filmski igralec ter lutkar, * 27. januar 1979, Ljubljana
Leta 2004 je diplomiral na ljubljanski AGRFT. Kot gost je nastopal v Drami SNG Maribor, Gledališču Koper in MGL, leta 2015 je postal član igralskega ansambla SNG Drama Ljubljana, kjer je ostal do prestopa v MGL nobembra 2018. Pogosto svoj glas posoja animiranim likom v risankah.
Na Televiziji Slovenija je vodil oddajo Umko.